# Dan vstaje makedonskega naroda
Dan vstaje makedonskega naroda je 11. oktober 1941. Obeležuje obletnico začetka makedonske vstaje proti fašizmu med drugo svetovno vojno v jugoslovanski Makedoniji. Ta praznik se je uvedel v času SFRJ Jugoslavije, kot praznik Socialistične republike Makedonije, vendar se je ohranil tudi po osamosvojitvi Makedonije leta 1992, kot praznik, posvečen antifašističnemu boju makedonskega naroda.

## Zgodovina
Narodna vstaja proti okupatorju v Makedoniji se je začela pozneje kot drugod v Jugoslaviji. Objektivni pogoji za nastanek upora so sicer bili — narod je hrepenel po svobodi. Vendar so se bolgarski okupatorji hoteli prikazati kot »osvoboditelji makedonskega naroda izpod srbskega jarma«, pri čemer so izkoristili stare nacionalne spore med Makedonci in velikosrbsko kliko, ki Makedoncem ni priznavala najosnovnejših nacionalnih pravic. K temu je še sekretar Pokrajinskega komiteja Partije za Makedonijo Metodij Šatorov razpustil Pokrajinski komite in priključil partijsko organizacijo Makedonije bolgarski delavski partiji. Ukazal je tudi. da je orožje treba izročiti okupatorju. Centralni komite KPJ je nato posredoval, Šatorov je bil izključen iz partije, novo izvoljeni KP pa je začel priprave za oboroženo borbo. Vstaja se je začela 11. oktobra 1941 z napadom prilepskega, kumanovskega in skopskega odreda na bolgarsko policijsko postajo v Prilepu. Kmalu za tem so bili ustanovljeni manjši partizanski odredi iz veleškega, bitoljskega, resenskega in kruševskega partijskega kadra.
Upor 11. oktobra je sprožil vojno za nacionalno osvoboditev od fašistične okupacije, ki je sovpadla s poznejšim vzponom makedonskega komunističnega odporniškega gibanja v naslednjih letih. Trajal je do konca leta 1944.

## Praznovanje
Vsako leto 11. oktobra potekajo uradne slovesnosti, javni govori in proslave ob dnevu makedonske vstaje. Obstajajo tudi uradne nagrade, imenovane 11. oktober, ki jo podeljujejo Makedoncem, ki so znatno prispevali k nacionalnemu napredku.   